# Síndrome de Ho Kaufman Mcalister
El síndrome de Ho Kaufman Mcalister, también conocido como síndrome de Chen-Kung Ho Kaufman Mcalister es un síndrome raro de malformación congénita en el que los bebés nacen con labio leporino, micrognatia, huesos wormianos, insuficiencia cardíaca congénita, dislocación de caderas, peroné dislocado, polidactilia preaxial de los pies, patrones dérmicos anormales y el más destacable, ausencia de tibia. La etiología es desconocida. 
El síndrome de Ho Kaufman Mcalister recibe el nombre de Chen Kung Ho, R.L. Kaufman y W.H. Mcalister, que describieron por primera vez este síndrome en 1975 en la Universidad Washington en San Luis. Se considera una enfermedad rara por el departamento de enfermedades raras (ORD) del NIH.